# Richard Carl Vogt
Richard Carl Vogt (* 6. August 1949 in Madison, Wisconsin; † 17. Januar 2021 in Manaus), auch als Dick Vogt bekannt, war ein US-amerikanischer Herpetologe. Sein Forschungsschwerpunkt waren die Süßwasserschildkröten.

## Leben
Vogt war der Sohn von Carl Donald und Pearl Valerine Vogt, geborene Blodgette. 1978 wurde er zum Ph.D. an der University of Wisconsin promoviert. Von 1978 bis 1981 folgte eine Postdoktoranden-Phase als wissenschaftlicher Mitarbeiter am Carnegie Museum of Natural History in Pittsburgh. Von 1981 bis 2000 war er Professor an der Nationalen Autonomen Universität von Mexiko in Veracruz. Ab 2000 war er Forschungsbeauftragter und Kurator für Amphibien und Reptilien am Instituto Nacional de Pesquisas da Amazônia in Manaus. 1989 war er dort als Gastprofessor tätig. Vogt war Koordinator der Spezialistengruppe für neotropische Süßwasserschildkröten und Schildkröten der IUCN/Species Survival Commission.
Vogts wissenschaftliche Beiträge umfassten ökologische Studien über vollständige Süßwasserschildkrötengemeinschaften, Langzeitstudien zur Lebensweise von Süßwasserschildkröten in der Neotropis von Mexiko und Brasilien sowie Arbeiten zur temperaturgesteuerten Geschlechtsbestimmung bei Schildkröten.
1999 gehörte Vogt zu den Erstbeschreibern der Vipernart Cerrophidion petlalcalensis aus Mexiko. Er veröffentlichte über 100 wissenschaftliche Artikel in den Zeitschriften Herpetologica, Copeia, Journal of Herpetology, Auk, Herpetological Review, American Midland Naturalist, Tulane Studies in Zoology, Journal of Experimental Zoology und Ciencia. Zu seinen Büchern zählen Natural history of amphibians and reptiles in Wisconsin (1981), The Encyclopedia of Reptiles, Amphibians & Invertebrates (2006), Amazon Turtles (2008), Rain Forests (2009, deutsche Übersetzung: insider Wissen: Regenwald von Regina Schneider) und The Turtles of Mexico: Land and Freshwater Forms (mit John Marshall Legler, 2013).
Er starb am 17. Januar 2021 im Alter von 71 Jahren in Manaus.

## Dedikationsnamen
2018 wurde die Klappschildkrötenart Kinosternon vogti aus Mexiko nach Richard Carl Vogt benannt.